# Doñinos de Salamanca
Doñinos de Salamanca is een gemeente in de Spaanse provincie Salamanca in de regio Castilië en León met een oppervlakte van 14,05 km². Doñinos de Salamanca telt 1.996 inwoners (1 januari 2016).